# Tempio di Vespasiano (Pompei)
Il tempio di Vespasiano, conosciuto anche con il nome di Aedes Genii Augusti, è un tempio di epoca romana, sepolto dall'eruzione del Vesuvio del 79 e ritrovato a seguito degli scavi archeologici dell'antica Pompei: la struttura sacra era dedicata al genio degli imperatori romani.

## Storia
La data di costruzione del tempio è incerta: secondo alcuni archeologi sarebbe stato realizzato in età augustea e profondamente modificato a seguito dei danni subiti a causa del terremoto di Pompei del 62; se si segue questa ipotesi è anche supponibile che in origine, l'area sacra, era dedicata al genio dell'imperatore Augusto e costruita su di un terreno di sua proprietà. Tuttavia altri archeologi datano la costruzione del tempio ad un periodo successivo ad Augusto o addirittura ancora in costruzione al momento dell'eruzione: in questo caso la struttura era dedicata all'imperatore in vita, ossia Vespasiano, come dimostrato dalla scena del sacrificio di un toro, riportata come bassorilievo su di un altare, mentre nel caso in cui l'imperatore fosse morto, sarebbe stato rappresentato il sacrificio di un bue. Sepolto quindi sotto una coltre di ceneri e lapilli dall'eruzione del Vesuvio nel 79, fu riportato alla luce, insieme all'area del Foro, dagli scavi archeologici promossi dai Borbone.

## Descrizione

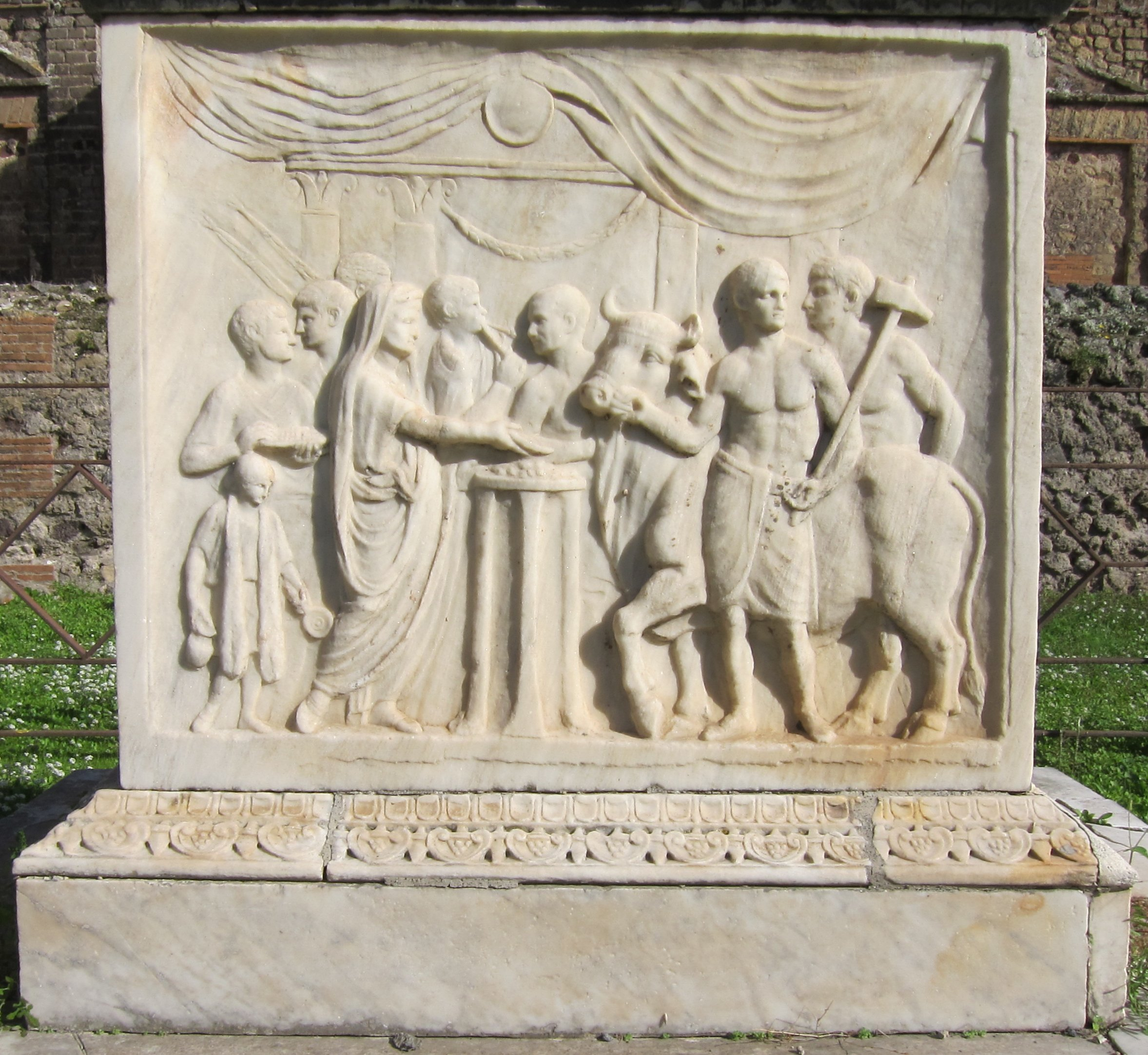
La decorazione dell'altare

Il Tempio di Vespasiano è situato sul lato est del Foro di Pompei, tra l'Edificio di Eumachia ed il Santuario dei Lari Pubblici; di pianta irregolare, quasi schiacciato, a causa del poco spazio disponibile, il tempio presenta un chalcidicum, realizzato a seguito del terremoto del 62, periodo in cui fu rifatta anche la facciata: questa è in opera laterizia e non alla stessa altezza di quella dell'Edificio di Eumachia, ma spostata in avanti, interrompendo così il colonnato del Foro.
Superata un semplice portale d'ingresso, si accede al cortile, le cui mura perimetrali sono realizzate in tufo, mentre l'opera laterizia è usata esclusivamente per le colonne e nei punti dove era necessario un maggior sostegno, come negli angoli: sulle pareti, che non erano state ancora stuccate, si aprono finestre cieche, sormontate da timpani lunati o triangolari. Anche il pavimento, che doveva essere in marmo, al momento dell'eruzione era ancora assente, tant'è che era presente una cunetta in tufo, atta a raccogliere l'acqua piovana.
Nei pressi della parete di fondo, si innalza un podio, con quattro colonne sulla fronte, raggiungibile tramite due scale laterali, sul quale è posta la cella, in opera laterizia: all'interno era collocata la statua bronzea dell'imperatore. Al centro della corte è posto un altare in marmo: sul lato che guarda verso l'ingresso è raffigurata la scena di un sacrificio, ossia un sacerdote che versa libagioni su un tripode ed alle sue spalle giovani che gli donano gli utensili per il sacrificio, un flautista, due littori ed un assistente con il toro che deve essere sacrificato; sullo sfondo si denota un tempio con quattro colonne, probabilmente imitazione di quello pompeiano. La decorazione dell'altare si completa, nel lato che guarda verso il podio, con la rappresentazione di una corona di foglie di quercia, poggiata su un scudo e due arbusti di alloro, mentre sui lati corti sono raffigurati gli oggetti per compiere il sacrificio come un lituo ed una cassetta per gli incensi, sotto festoni di frutti e fiori.
Al momento dell'eruzione il tempio era privo di colonne, anche se probabilmente alcune erano presenti solo sul lato dell'ingresso; la struttura si completa con tre vani posti sul retro della parete di fondo, utilizzati dal personale e dai sacerdoti e probabilmente era presente anche una galleria coperta, utilizzata per la vendita dai mercanti.